# Ahmed al-Ghamdi
Ahmed al-Ghamdi (Provincia de El Baha, Arabia Saudita, 2 de julio de 1979 - Manhattan, Nueva York, Estados Unidos, 11 de septiembre de 2001) fue nombrado por el FBI como uno de los secuestradores del vuelo 175 de United Airlines que se estrelló contra la torre sur del World Trade Center como parte de los atentados del 11 de septiembre de 2001.
Al-Ghamdi nació en Arabia Saudita en 1979. Dejó la escuela para combatir en Chechenia en 2000 y probablemente fue enviado a entrenar con Al-Qaeda en campos de entrenamiento de Afganistán. Llegó a Estados Unidos en mayo de 2001 con visado de turista. El 11 de septiembre de 2001, embarcó en el vuelo 175 de United Airlines y colaboró en el secuestro, de tal modo que Marwan al-Shehhi pudiera estrellar el avión contra la Torre Sur a las 9:02:59 (UTC +5).